# Municipalità locale di Ngqushwa
Ngqushwa è una municipalità locale (in inglese Ngqushwa Local Municipality) appartenente alla municipalità distrettuale di Amatole della  Provincia del Capo Orientale in Sudafrica. 
In base al censimento del 2001 la sua popolazione è di 84.234 abitanti.
La sede amministrativa e legislativa è la città di Peddie e il suo territorio si estende su una superficie di 2.240 km² ed è suddiviso in 14 circoscrizioni elettorali (wards). Il suo codice di distretto è EC126.

## Geografia fisica

### Confini
La municipalità locale di Ngqushwa confina a nord con quella di Nkonkobe, a nord e a est con quella di Buffalo City, a sud con l'Oceano Indiano e a ovest con quelle di Ndlambe e Makana (Cacadu).

### Città e comuni
- Amahlubi
- Amambalu
- Bell
- Bhele
- Breakfast Vlei
- Committees
- Dabi
- Fallodon
- Glenmore
- Hamburg
- Imidushane
- Imiqayi
- Mareledwana
- Mhala
- Mpheweni
- Msuthu
- Njokweni
- Peddie
- Sittingbourne
- Tyefu
- Wesley
- Wooldridge

### Fiumi
- Bira
- Gqutywa
- Groot – Vis
- Kap
- Keiskamma
- Mdizeni
- Mgqakwebe
- Mgwalana
- Mtati
- Ngqokweni
- Qibira
- Tyolomnqa